# Kuifje in Amerika

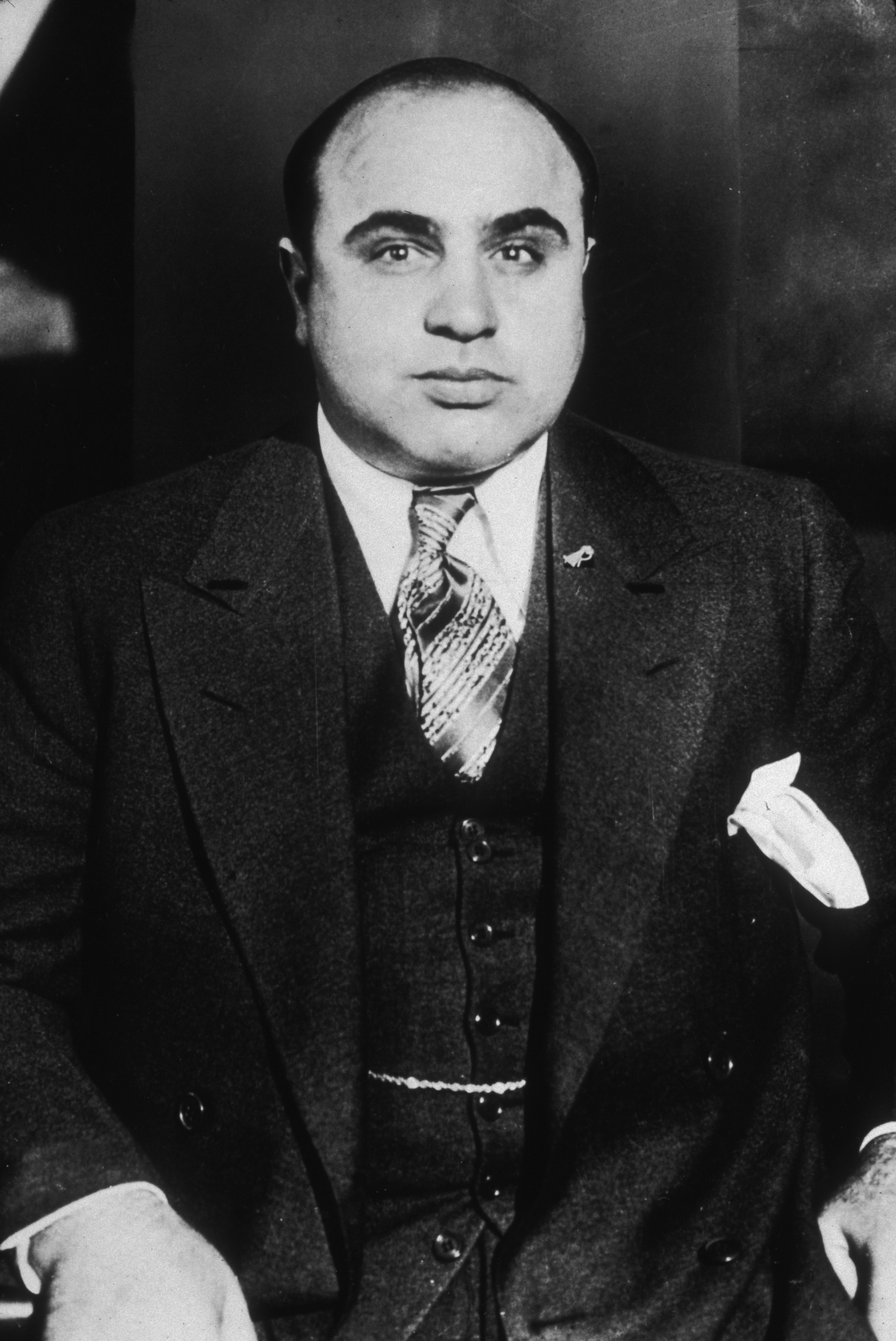
De echte Al Capone

Kuifje in Amerika (originele - Franstalige - albumtitel: Tintin en Amérique) is het derde album uit de reeks Kuifje-strips van de Belgische tekenaar en stripscenarist Hergé (1907-1983). Het verhaal speelt zich af in de Verenigde Staten tijdens de jaren 1920. 
Er bestaan vier versies van dit boek. Het originele in zwart-wit uit 1932, de vernieuwde, ingekleurde versie uit 1945 en de versie uit 1973 waarin op verzoek van de Amerikaanse uitgevers enkele zwarte personages werden veranderd in blanke. De eerste Nederlandse vertaling dateert uit 1947. In 1973 verscheen een nieuwe Nederlandse vertaling. De originele zwart-witversie verscheen pas in 1989 met een Nederlandse vertaling. Van de oorspronkelijke zwart-witversie werd in 2020 in het Frans, Nederlands en Engels een ingekleurde versie uitgebracht.

## Verhaal
Kuifje gaat omstreeks het jaar 1931 voor zijn werk naar Chicago, om een verslag te schrijven over de misdaad aldaar. Al Capone is Kuifje echter nog niet vergeten sinds de reporter in Congo zijn plannen verijdelde. Capone schakelt al zijn handlangers in om Kuifje in Chicago onschadelijk te maken. Dit lijkt even te lukken, maar Kuifje krijgt al snel de kans om op zijn beurt Capone en wat bendeleden te arresteren. Omdat de politie Kuifje op dat moment niet gelooft, kan Capone echter ontsnappen. 
Als Kuifje een handlanger van Capone oppakt, komt hij in aanraking met de gangster Bobby Smiles, die voor een organisatie werkt die Capone wil doden. Hij vraagt Kuifje om diens medewerking daarin, maar Kuifje weigert dit. Smiles besluit de reporter om het leven te brengen. Kuifje weet te ontsnappen en tracht op zijn beurt Smiles, die inmiddels naar Texas is gevlucht, te pakken. Smiles doet opnieuw diverse pogingen om Kuifje onschadelijk te maken, onder meer door een stam Zwartvoetindianen tegen hem op te zetten. Kuifje wordt door de indianen bijna gelyncht, maar overleeft de aanslagen steeds op het nippertje. Uiteindelijk weet hij dan toch Smiles te vangen, waarna hij de bandiet als postpakket naar de politie stuurt. Hierna wordt Bobbie ontvoerd door weer een andere gangsterbende. Kuifje weet Bobbie te bevrijden en overleeft een nieuwe aanslag op zijn leven in een conservenfabriek.
Het feit dat Kuifje het steeds wint van de gangsters, maakt dat de hele onderwereld in Chicago er nu op gebrand is om hem definitief uit te schakelen. De gangsterbendes die elkaar eerst tegenwerkten, sluiten nu een onderling verbond met als doel Kuifje te doden. Kuifje wordt opnieuw gevangengenomen en met een halter aan zijn been in het Michiganmeer gegooid. De halter blijkt echter van hout te zijn, zodat Kuifje de aanslag overleeft. Na deze ontsnapping weet Kuifje een groot deel van de onderwereldbende op te laten pakken. 
Ter ere van Kuifje en Bobbie wordt er een ticker-tapeparade gehouden, waarna Kuifje en Bobbie met de boot terugkeren naar Europa.

## Achtergronden
Net als in Kuifjes vorige twee avonturen schetst Hergé ook hier een karikatuur en/of clichébeeld van een bepaald deel van de wereld en de plaatselijke bevolking, in dit geval de VS, zoals de Europeanen het zich destijds voorstelden. De Zwartvoetindianen worden voorgesteld als in wezen goedaardig, maar tegelijk lichtgelovig en naïef. Tegelijk neemt Hergé in dit verhaal zeer duidelijk stelling tegen de blanke kapitalistische expansie in die tijd. In slechts een halve dag wordt er op de plek waar de indianen net door de National Guard van hun eeuwenoude grondgebied zijn verjaagd een geheel nieuwe stad uit de grond gestampt.
Behalve in de grote steden vol gangsters vinden sommige scènes plaats in het Wilde Westen, met cowboys en indianen op het oorlogspad.
Het verhaal bevat enkele ronduit absurde scènes, zoals die waarin de indianen die Kuifje ter dood willen brengen elkaar onderling te lijf gaan en uiteindelijk allemaal knock-out zijn.
Uniek aan dit verhaal is verder dat een werkelijk bestaand historische figuur − Al Capone − een rol speelt. Alle overige helden en schurken uit de Kuifje-reeks zijn geheel fictief, al zijn ze soms wel gedeeltelijk gebaseerd op echte mensen.

## Publicaties
De ballonstrip werd voor het eerst gepubliceerd in de jeugdbijlage Le Petit Vingtième van de Waalse krant Le Vingtième Siècle. Het verscheen wekelijks, verdeeld over twee bladzijden met elk drie stroken, van 3 september 1931 tot en met 20 oktober 1932. In eerste instantie was de titel Les aventures de Tintin, reporter, à Chicago. Vanaf de vijftiende aflevering werd de plaatsnaam veranderd in 'en Amérique'.
De eerste albumversie, in zwart-wit, verscheen in 1932. De hertekende vierkleurendruk kwam uit in 1945. Onder druk van de uitgevers moest Hergé voor de publicatie in de Verenigde Staten in 1973 enkele zwarte personages (p. 1 A2, p. 29 D1, p. 47 D2) veranderen in blanke. In 1989 werd de oorpsronkelijke zwart-wit versie voor het eerst in het Nederlands uitgegeven. In 2020 volgde een ingekleurde uitgave van de eerste versie in het Frans, Nederlands en Engels.

## Tekenfilmeditie
In de tekenfilmserie De avonturen van Kuifje is Kuifje in Amerika opgenomen, maar werd het verhaal ingekort. Smiles is er geen tegenstander, maar een medestander van Al Capone.